# Het rancuneuze gif
Het rancuneuze gif: de opmars van onbehagen is een politiek-filosofisch boek uit 2012. Het boek werd geschreven door Sybe Schaap, lid van de Eerste Kamer voor de Volkspartij voor Vrijheid en Democratie (VVD). Acht dagen na de publicatie volgde de tweede druk.

## Verhaal
Het rancuneuze gif gaat in op de aanstekelijkheid van rancuneuze boosheid, die volgens Schaap aan het begin van de 21e eeuw gepolitiseerd raakt, de publieke ruimte verovert en daardoor gevaarlijke effecten krijgt. Als duidelijke exponent van dit proces noemt Schaap de Partij voor de Vrijheid (PVV), die op slachtoffergevoelens zou teren en deze zou verbreiden en intensiveren. Het boek richt zich niet alleen op de PVV, alhoewel Schaap deze partij wel de aanleiding noemt voor zijn boek.
In Het rancuneuze gif gaat hij in op de vrijheid van meningsuiting die in de voorgaande eeuwen, toen er sprake was van negatieve vrijheid, moest beschermen tegen intolerantie van derden. Dit grondrecht onderging volgens hem middels een positieve draai een postmodernistische gedaanteverandering in een recht dat dient als legitimatie voor beschadiging van de integriteit van anderen. De vrijheid van meningsuiting van de vermeende vijand wordt bovendien juist ingeperkt.
De rancune zou zich richten op daders in persoon (argumentum ad hominem), waarbij het niet zozeer gaat om werkelijke bedreigingen, maar om het genoegen een overdreven vijandbeeld te creëren. De vijand die in deze zin wordt uitvergroot is de islam, die niet als religie maar als ideologie zou worden aangehangen. Verder beperkt het zich niet tot het gevaar dat het Nederlandse landschap van buiten bereikt, maar kent de vijand ook interne handlangers die worden gekapitteld als linkse elite.
Volgens Schaap leidt het wegvallen van de remmen tot gevaarlijke uitwassen, zoals opgeklopte boosheid die wordt afgewenteld op gehele bevolkingsgroepen. Een groot verschil met de jaren dertig is de ideologische verpakking die eraan werd gegeven door het fascisme, nazisme of bolsjewisme. In de huidige tijd ontbreekt een onderliggende ideologie en lijkt het postmodernisme voldoende te hebben aan wervende verhalen en meeslepende retoriek.
Het boek dankt de titel Het rancuneuze gif aan de gevaren die er in de besmettelijkheid zouden zitten. Schaap wijst erop dat verbaal geweld een fysiek gevolg kan krijgen, zoals dat gebeurde tijdens de aanslagen in Noorwegen in 2011. Volgens Schaap is het afdoen van dit drama als een waanzinnige uitspatting van een psychopaat een "bedenkelijke vorm van escapisme".

## Ontvangst
Nog voor het boek werd uitgebracht, leidde het tot controverse. In aanloop naar de onderhandelingen voor een miljardenbezuiniging door het Kabinet-Rutte I, met gedoogsteun van de PVV, probeerde de VVD de publicatie uitgesteld te krijgen.
De leider van de PVV, Geert Wilders, noemde de bewering triest dat de PVV een formule zou hanteren die lijkt op die uit de jaren dertig van de twintigste eeuw.
Volgens cultuurhistoricus en publicist Thomas von der Dunk tonen de reacties dat de jaren dertig en de NSB begin 21e eeuw nog steeds een even groot taboe zijn in de Haagse politiek als de Armeense Genocide in Turkije en het Vichyregime in Frankrijk.